# جیم راجرز
جیم راجرز، (به انگلیسی: Jim Rogers) (زاده ۱۹ اکتبر ۱۹۴۲) سرمایه‌گذار، بازرگان، و نویسنده آمریکایی است. وی در حال حاضر در سنگاپور مستقر است. راجرز در حال حاضر مدیر موسسه راجرز و بیلند است و یکی از مشارکت کنندگان تأسیس صندوق سرمایه‌گذاری کوانتوم بوده‌است.

## زندگی‌نامه
راجرز در بالتیمور مریلند متولد و در دموپولیس آلاباما دوران کودکی خود را سپری کرد. وی اولین شغل خود را در وال استریت در شرکت دومنیک پس از پایان تحصیلات لیسانس در رشته تاریخ از دانشگاه ییل، در سال ۱۹۶۴ شروع کرد. وی همچنین دومین لیسانس خود را در رشته فلسفه، سیاست و اقتصاد در سال ۱۹۶۶ از دانشگاه آکسفورد دریافت کرد.

## تجارت و سرمایه‌گذاری
راجرز در سال ۱۹۷۰ به بانک سرمایه‌گذاری آرنهولد پیوست و در آنجا همکار جورج سوروس شد. در سال ۱۹۷۳ راجرز و سورس بانک را ترک و صندوق سرمایه‌گذاری گروه کوانتوم را تأسیس کردند. در طی ۱۰ سال صندوق آن‌ها ۴۲۰۰٪ بازده کسب کرد و این در حالی بود که شاخص اس اند پی در طول این مدت تنها ۴۷٪ افزایش داشت.
راجرز در سال ۱۹۸۰ تصمیم به بازنشستگی و مسافرت به دور دنیا با موتور سیکلت گرفت. وی و همسرش با طی مسافت ۲۴۵ هزار کیلومتر از ۱۱۶ کشور جهان دیدن کرد و نام خود را در کتاب رکوردهای جهانی گینس ثبت کرد.

## از سال ۲۰۰۲ تا کنون
راجرز از سال ۲۰۰۲ کارشناس مهمان اخبار شبکه فاکس نیوز و سایر شبکه‌های اقتصادی است. او در سال ۲۰۰۷ خانه خود در نیویورک را ۱۶ میلیون دلار فروخت و به سنگاپور رفت. وی معتقد است بازارهای آسیا از پتانسیل رشد بالایی برخوردارند. بنا به گفته راجرز" اگر شما سال ۱۸۰۷ باهوش بودید به لندن مهاجرت می‌کردید و اگر سال ۱۹۰۷ باهوش بودید به نیویورک می‌رفتید و اگر سال ۲۰۰۷ باهوش باشید به آسیا می‌روید.

## دیدگاه اقتصادی
راجرز در سال ۲۰۰۲ با مخاطب قرار دادن رئیس فدرال رزرو خواستار واکنش به حباب بازار سهام و در پی آن بازار مسکن و بدهی مصرف کنندگان شد.
وی در سخنرانی ۴ نوامبر ۲۰۱۰ در بین دانشجویان دانشگاه آکسفورد به آن‌ها تأکید کرد به دنبال شغل در وال استریت یا مراکز اقتصادی لندن نباشند و به جای آن به کشاورزی و معدن توجه کنند.
راجرز در مصاحبه می ۲۰۱۲ با مجله فوربس پیش‌بینی کرد که جامعه آمریکا در آینده شاهد جابجایی ثروت خواهد بود. او گفت کارگزاران بورس راننده تاکسی می‌شوند، افراد هوشمند راندن تراکتور را یاد گرفته و به کار برای کشاورزان می‌پردازند و کشاورزان نیز خودرو لامبورگینی سوار خواهند شد.